# یوهان ریویر
یوهان ریویر (انگلیسی: Yohann Rivière؛ زادهٔ ۱۸ اوت ۱۹۸۴) بازیکن فوتبال اهل فرانسه است که در پست مهاجم بازی می‌کرد.
از باشگاه‌هایی که در آن بازی کرده‌است می‌توان به باشگاه فوتبال ونس، باشگاه فوتبال گنگام، باشگاه فوتبال لو آور، و باشگاه فوتبال دیژون اشاره کرد.